# Syndernas förlåtelse
Syndernas förlåtelse är en brittisk psykologisk thriller regisserad av Anthony Page, med manus av Anthony Shaffer, och med Richard Burton i en av huvudrollerna.
Filmen spelades in 1978, men efter att ha visats på några filmfestivaler drogs den på grund av sitt innehåll tillbaka och släpptes först 1981 till den stora allmänheten i England. I USA kom filmen inte att släppas förrän 1988.

## Handling
På en katolsk internatskola för pojkar i England under 1970-talet är den begåvade "plugghästen" Benjamin Stanfield (Dominic Guard) trött på att hela tiden vara duktig och alla lärares favoritelev. Hans klassföreståndare Father Goddard (Richard Burton) försöker på grund av hans begåvning konstant pressa honom in i prästyrket, men Stanfield själv är inte övertygad om att det är vad han egentligen vill med sitt liv.
När en omkringresande luffare, Blakey (Billy Connolly), stannar till i området och slår upp läger i skogen som omger skolan blir Stanfield fascinerad av Blakeys livsstil och hans frihet att göra vad han vill och åka var han vill precis när han själv önskar. Stanfield börjar tillbringa alltmer tid tillsammans med Blakey, någonting som Father Goddard inte ser på med blida ögon. Enligt honom har Blakey ett hemskt dåligt inflytande över hans favoritelev.
När Goddard till sist förbjuder Stanfield att träffa Blakey - och dessutom skickar polisen för att misshandla och se till så att Blakey ger sig av för gott - blir Stanfield rasande och beslutar sig för att hämnas grundligt på sin klassföreståndare. Han hoppas att han genom sin hämnd kanske även kan tvätta bort lite av "duktighetsstämpeln" och slippa all press han har på sig om att lyckas med sina studier.
Stanfield beslutar sig för att plåga Goddard genom att ljuga ihop en historia för honom i biktstolen om att han har haft sex med en tjej ute i skogen. Då detta inte passar sig för en framtida katolsk präst blir Goddard naturligtvis rasande, men, på grund av biktens tystnadsplikt, kan han varken prata om eller vidta några åtgärder för Stanfields beteende. Under de kommande dagarnas latinlektioner fortsätter Stanfield sin hämndaktion genom att tydligt sitta och rita kvinnobröst i sin anteckningsbok och betraktar sedan nöjt hur Goddard håller på att explodera av ilska inombords.
Stanfield fortskrider med att under nästa bikt tala om för Goddard att han olyckligtvis har råkat mörda Blakey och begravt hans kropp ute i skogen. Förvirrad, rädd, och besviken över vad som har hänt med sin forne toppelev går Goddard efter bikten till skogen för att undersöka saken. Han gräver där Stanfield påstår sig har begravt luffaren, men hittar bara en nedgrävd fågelskrämma, och förstår följaktligen att han har blivit grundlurad. Goddard har god lust att få Stanfield avstängd från skolan, men på grund av tystnadsplikten kan han återigen inte göra någonting åt saken.
Goddards tålamod prövas ytterligare när Stanfield alltjämt fortsätter med att berätta historier för honom i biktstolen om hat, mord och hemska synder. Stanfield påstår återigen att han har mördat Blakey, liksom att han har slagit ihjäl en klasskamrat som han alltid ogillat. Goddard vägrar till en början att tro på historierna - övertygad om att allting återigen bara är lögner för att få honom ur spel - men till slut börjar döda kroppar att dyka upp ute i skogen. Goddard förstår nu panikslagen att Stanfield har spårat ur totalt, och vad som må ha börjat som ett rebelliskt skämt har övergått till någonting fruktansvärt.
Förvirrad av mord, som han på grund av sin tro inte har tillåtelse att prata om, blir Goddard alltmer galen. Tystnadsplikten gör att han inte kan berätta för någon vem mördaren är och hans samvete gör honom alltmer förtvivlad och förvirrad. Han kommer till sist fram till att det enda sättet för honom att få ett slut på mördandet är att döda Stanfield.
Det chockerande, Hitchcock-liknande slutet visar sedan att saker egentligen aldrig är som man tror och att ingenting i själva verket var som Goddard uppfattade det.

## Rollista (i urval)
- Richard Burton - Father Goddard
- Dominic Guard - Benjamin Stanfield
- Dai Bradley - Arthur Dyson
- Billy Connolly - Blakey
- Andrew Kier - Rektorn
- Willoughby Gray - Brigadier Walsh
- Preston Lockwood - Father Hibbert
- James Ottaway - Father Matthews
- Brook Williams - Father Clarence
- Jon Plowman - Father Piers
- Robin Soans - Father Henryson
- Trevor Martin - Mr. Gladstone
- Sharon Duce - Louella
- Robert Addie - Cawley
- Kevin Hart - Peterson
- Philip Leake - Gregory